# Гастелловка
Гастелловка — река на острове Сахалин. Длина реки — 30 км. Площадь водосборного бассейна — 168 км².
Берёт начало с восточных склонов Восточно-Лисянского хребта. Течёт в общем юго-восточном направлении через елово-пихтовый лес. Впадает в залив Терпения. В устье находится посёлок Гастелло. Ширина реки в низовьях — 20 метров, глубина — 0,2 метра.
Протекает по территории Поронайского городского округа Сахалинской области.
Основной приток — река Поляковка.

## Данные водного реестра
По данным государственного водного реестра России относится к Амурскому бассейновому округу.
Код объекта в государственном водном реестре — 20050000212118300004898.